# 尾崎紗代子
尾崎 紗代子（おざき さよこ、1989年12月20日 - ）は、日本のファッションモデル。160センチメートル・39.5キログラム、80-57-80。AB型。愛知県出身。過去にスターレイプロダクション所属現在はフリーで活動中。主にギャル系ファッション雑誌『Happie nuts〔ハピーナッツ〕』への登場などから著名。

## 来歴
渋谷109内「LIP SERVICE〔リップサービス〕」の元店員で、ハピーナッツ誌の2009年度4月号から同誌の専属モデルとなった。翌2010年の同誌4月号にて初の単独表紙。さらに同誌の6周年記念号でもあった11月号では、同誌への久々の再登場を果たした同誌のかつての顔的なモデル・星あやと並んで表紙を飾るに至った。ハピーナッツ誌への露出の傍ら2012年には、故郷にあたる愛知で9月に開かれた「東京ガールズコレクション in 名古屋」の第2回公演で初の東京ガールズコレクション出場を披露するなどしている。
2013年にはともにモデルの秋元梢と出岡美咲の2名と並んでファッションブランド「SLY LANG（スライ・ラング）」の新たな企画ディレクターに着任。担当部門にあたる“STREET GAL・CHIC”（ストリート・ギャルシック）の商品開発を手掛ける運びとなった。
2014年にはハピーナッツ誌が出版元の事業停止に伴い一時休刊、この時期まで同誌の専属モデルを担い続けていた。
2016年に元『Men's egg』（大洋図書）モデル 照井憲宇と結婚。第1子となる男の子を出産
2018年5月にLAにて挙式を執り行った。

## 私生活

### 幼少期
いわく、転勤族の家庭であったことから幼少期より多くの転校を経験、名古屋への長期在住を経て、16歳当時、高校2年となる時期に家族で東京へ移った。それに伴い新たに東京の高校へ入学するも、馴染めなかったことから中退。

### アパレル店員
名古屋在住当時の丸栄における出会いの時期からファッションブランド「リップサービス」に親しんでおり、東京移住後はこのブランドの渋谷109内店舗に通うようになったという。そして高校中退後の16歳末期頃に同店の面接を受けるも落ち、それからおよそ半年後に受けた再度の面接で採用が実現。2007年2月13日が初出勤日であった。この「リップサービス」の店員として雑誌に露出したのがモデル業始動のきっかけであったという。同店へはモデル業との兼ね合いから辞退する20歳時までおよそ3年間にわたり勤務した。のちにはモデル業と併行しながら大学へも進学している。

## テレビ出演
- 今夜くらべてみました (2016年3月1日、日本テレビ)